# Краєво
Кра́єво (болг. Краево) — село в Софійській області Болгарії. Входить до складу общини Ботевград.

## Населення
За даними перепису населення 2011 року у селі проживали 133 особи, з них 130 осіб (98,5%) — болгари.
Розподіл населення за віком у 2011 році:
Динаміка населення: